# Cal Pujol (Sarroca de Lleida)
Cal Pujol és una casa de Sarroca de Lleida (Segrià) inclosa a l'Inventari del Patrimoni Arquitectònic de Catalunya.

## Descripció
Casa unifamiliar entre mitgeres de planta baixa, pis i golfa, que conserva la tipologia funcional d'una gran casa pagesa. Malgrat els antecedents i els canvis posteriors, el segell més fort és dels segles XVI-XVII. La planta baixa en pedra picada de filada, paret del pis de tàpia i arquera de rajola pel que fa a la façana. A la resta hi ha trams de paret en pedres irregulars i altres en tàpia. Destaquen les grans bigues llomeres i les que aguanten el pis i la golfa, totes perfectament quadrejades i ben conservades.

## Història
Havia fet durant molt temps d'hostal i, en algunes èpoques, comprengué la casa nº 8 del costat. Al davant es comença a fer balcons i a modificar l'arquera de la golfa. Recentment s'ha retocat el portal.